# Thomas Blanchard
Thomas Blanchard (Sutton, 24 de junho de 1788 — Local ignorado, 16 de abril de 1864) foi um inventor estadunidense.
Obteve mais de vinte e cinco patentes por seus inventos.